# ソフィア・マイルズ
ソフィア・ジェーン・マイルズ（Sophia Jane Myles、1980年3月18日 - ）は、イギリスの女優。映画では『サンダーバード』（2004年）のレディ・ペネロープ・クライトン・ワード役、『トリスタンとイゾルデ』（2006年）のイゾルデ役、『トランスフォーマー/ロストエイジ』（2014年）のダーシー役、『アンダーワールド』（2003年）と『アンダーワールド: エボリューション』（2006年）のエリカ役、『アウトランダー』（2008年）のフレイヤなどで知られる。

## 生い立ち
イングランド・ロンドン出身。父親のピーター・マイルズは牧師、母親のジェーンは出版社に勤務している。母方の祖母はロシア人。11歳までノッティング・ヒルで育ち、ロンドン郊外に転居。高校卒業後、ケンブリッジ大学で哲学を学ぶ予定だったが、ジュリアン・フェロウズの薦めで俳優業に専念するため、進学を断念した。

## キャリア
1996年以降、数多くの映画やテレビ作品に出演している。『王子と少年』での成功に続き、『マンスフィールド・パーク』（1999）で映画デビューを果たし、『ゲストハウス狂騒曲』（1999）にも小さな役で出演した。テレビシリーズ『ハートビート』や『刑事フォイル』に出演した後、ジョニー・デップと共演したスリラー映画『フロム・ヘル』（2001年）にヴィクトリア・アバーライン役で出演し、主人公の妻役を演じた。その後、ラブコメディ映画『The Abduction Club』（2002年）で主役を演じ、2003年のヴァンパイア映画『アンダーワールド』ではケイト・ベッキンセイルと共演してエリカ役を演じ、続編の『アンダーワールド: エボリューション』（2006年）にも出演している。
2003年にはスリラー映画『Out of Bounds』に出演し、名テレビ番組の映画化『サンダーバード』（2004年）ではレディ・ペネロープを演じた。当初、『サンダーバード』と『トロイ』のどちらかに出演するという選択肢があったが、「レディ・ペネロープはとても象徴的なキャラクターだから」と前者を選んだ。2005年、2部構成の戦争ドラマミニシリーズ『Colditz』でダミアン・ルイスやトム・ハーディと共演した。2006年、リドリー・スコット製作の壮大な恋愛ドラマ『トリスタンとイゾルデ』でイゾルデ役を演じ、ジェームズ・フランコと共演した。
彼女がポンパドゥール夫人として出演した2006年の『ドクター・フー』のエピソード『暖炉の少女』は、シリーズ最高のエピソードの一つとしてよく知られている。このエピソードはネビュラ賞にノミネートされ、2007年ヒューゴー賞の 短編ドラマ部門を受賞した。2006年のコメディ映画『アートスクール・コンフィデンシャル』に出演する前は、イギリスの探偵ドラマ『アガサ・クリスティー ミス・マープル』の『 スリーピング・マーダー』でのグウェンダ・ハリデイ役や、アメリカのスリラー映画『パンデミック・アメリカ』のソフィー・アムスデン役を演じていた。また、2006年には、BBCで放映された『ドラキュラ vs ヴァン・ヘルシング』にルーシー・ウェステンラ役で出演している。
2007年、CBSの人気ドラマ『Moonlight』にベス・ターナー役で出演し、2008年の番組終了までこの役を演じることになった。『Moonlight』は、2007年ピープルズ・チョイス・アワードで新テレビ・ドラマ賞を受賞した。『Hallam Foe』のケイト役では、2007年に英国インディペンデント映画賞委員会から最優秀女優賞にノミネートされ、この作品で英国アカデミー賞スコットランド賞を受賞している。 2008年、SFアクション大作『アウトランダー』で、ジョン・ハート演じる主人公の娘フレイヤを演じ、ジム・カヴィーゼルやロン・パールマンと共演した。
2009年にアメリカのコメディ映画『Etienne!』にカメオ出演した後、2010年にMI5のテロ対策部隊を描いたBBCのテレビシリーズ『MI-5 英国機密諜報部』のシリーズ9にベス・ベイリー役で出演した。その後、2013年のアメリカのホラー映画『ギャロウズ・ヒル』で主役ローレン役を演じ、ピーター・ファシネリやナタリア・ラモスと共演している。2014年、マイケル・ベイが監督し、スティーヴン・スピルバーグが製作したSFアクション大作『トランスフォーマー/ロストエイジ』では地質学者ダーシー・ティレル役でマーク・ウォールバーグやスタンリー・トゥッチと共演した。
その後2014年、サイコホラー映画『Blackwood』のレイチェル役で出演した後、国際アクションスリラー『クロッシング・ライン〜ヨーロッパ特別捜査チーム〜』のアナ・クラーク博士役、ミニシリーズ『チェスター動物園をつくろう』の貴族キャサリン・ロングモア夫人の役を得るに至った。2018年、SFシリーズ『FIRESTORM』に声で出演した。
2018年からは、ファンタジー・ロマンスのテレビシリーズ『ディスカバリー・オブ・ウィッチズ』でレベッカ・ビショップを演じた。映画『Two Words』（2018年）と『November 1st』（2019年）に出演し、それぞれ主演女優と助演女優として映画賞を受賞した。第93回アカデミー賞で 国際長編映画賞に選ばれた2020年のポルトガル映画『Listen』で秘密工作員のアン・ペイン役を演じている。しかし、2020年12月、この映画は台詞の半分以上が英語であったため失格となった。また2020年、スティーブン・モファットが彼女のために特別に書いたミニエピソードでポンパドゥール夫人役を再演し、2020年5月6日にYouTubeで公開された。
2021年、アマンダ・アビントン、ケヴィン・マクナリーと共に、ビットコインの生みの親を誘拐する犯罪コメディ映画『Decrypted』にベス・バーンズ役で出演した。2021年11月、映画『All That Glitters』に主演、家庭内暴力の事実を隠している裕福な女性を演じ、この役でニュールネッサンス映画祭とゴールドムービー賞でそれぞれ主演女優賞に選ばれた。2021年12月、クレア・フォイや ポール・ベタニーと共演し、高い評価を得たBBCのテレビミニシリーズ「A Very British Scandal」でアーガイル公爵夫人ルイーズ・キャンベルを演じた。

## 私生活
2004年から2005年にかけて、俳優のチャールズ・ダンスと交際していた。また、ダミアン・ルイスやバンド「スノウ・パトロール」のミュージシャン、ポール・ウィルソンとも交際している。 『ドクター・フー』の撮影をきっかけにデヴィッド・テナントと付き合い始めたが、2007年10月には別れている。
2014年9月、イングランド銀行に勤めるパートナーのジェームズ・ベルとの子を出産した。子の名付け親はマイルスの友人で女優仲間のセリア・イミリーである。
父親であるピーター・マイルスがCOVID-19に感染した後、2020年3月21日に死亡した。

## フィルモグラフィー

### 映画
| 年   | 邦題/原題                                                       | 役名                          | 備考           |
| ---- | --------------------------------------------------------------- | ----------------------------- | -------------- |
| 1999 | マンスフィールド・パーク Mansfield Park                         | Susan Price                   |                |
| 1999 | ゲストハウス狂騒曲 Guest House Paradiso                         | ニンフ                        |                |
| 2001 | The Life and Adventures of Nicholas Nickleby                    | Kate Nickleby                 |                |
| 2001 | フロム・ヘル From Hell                                          | ヴィクトリア・アバーライン    |                |
| 2002 | The Abduction Club                                              | Anne Kennedy                  |                |
| 2003 | アンダーワールド Underworld                                     | エリカ                        |                |
| 2003 | Out of Bounds                                                   | Louise Thompson               |                |
| 2004 | サンダーバード Thunderbirds                                     | ペネロープ・クレイトン=ワード |                |
| 2006 | トリスタンとイゾルデ Tristan & Isolde                           | イゾルテ                      |                |
| 2006 | アンダーワールド: エボリューション Underworld: Evolution        | エリカ                        | 回想シーンのみ |
| 2006 | アートスクール・コンフィデンシャル Art School Confidential      | オードリー                    |                |
| 2006 | パンデミック・アメリカ Covert One: The Hades Factor             | ソフィー・アムスデン          |                |
| 2006 | ドラキュラ vs ヴァン・ヘルシング Dracula                        | ルーシー・ウェステンラ        |                |
| 2007 | Hallam Foe                                                      | Kate Breck                    |                |
| 2008 | アウトランダー Outlander                                        | フレイヤ                      |                |
| 2009 | Etienne!                                                        | Sophia Myles                  | カメオ出演     |
| 2012 | A Sunny Morning                                                 | Grace                         | 短編           |
| 2013 | ギャロウズ・ヒル The Damned                                     | ローレン                      |                |
| 2014 | トランスフォーマー/ロストエイジ Transformers: Age of Extinction | ダーシー・ティレル            |                |
| 2014 | Blackwood                                                       | Rachel Marshall               |                |
| 2018 | Two Words                                                       | Victoria                      | 短編           |
| 2018 | FIRESTORM                                                       | ローラ                        | 声の出演       |
| 2019 | November 1st                                                    | Caroline                      | 短編           |
| 2020 | Listen                                                          | Ann Payne                     |                |
| 2021 | Decrypted                                                       | Beth Barnes                   |                |
| 2021 | All That Glitters                                               | Margaret                      | 短編           |
| 2022 | Disarm                                                          | Megan Granger                 | 短編           |

### テレビ
| 年        | 邦題/原題                                                       | 役名                 | 備考                                 |
| --------- | --------------------------------------------------------------- | -------------------- | ------------------------------------ |
| 1996      | 王子と少年 The Prince and the Pauper                            | ジェーン・グレイ     | 4エピソード                          |
| 1998      | Big Women                                                       | Saffron              | エピソード「Saffron's Search」       |
| 1999      | オリバー・ツイスト Oliver Twist                                 | アグネス・フレミング | 2エピソード                          |
| 2000      | Close and True                                                  | Marie James          | エピソード「Town and Gown」          |
| 2001      | Heartbeat                                                       | Heather Conway       | エピソード「No Hiding Place」        |
| 2002      | 刑事フォイル Foyle's War                                        | スーザン・ガスコイン | 第3話「兵役拒否」                    |
| 2003      | Coming Up                                                       | Nina                 | エピソード「Money Can Buy You Love」 |
| 2005      | 大脱走 コルディッツ収容所 Colditz                               | リジー・カーター     | テレビ映画                           |
| 2006      | ドクター・フー Doctor Who                                       | ポンパドゥール夫人   | シリーズ2第4話「暖炉の少女」         |
| 2006      | エキストラ:スターに近づけ! Extras                               | 本人                 | 第7話「オーランド・ブルーム」        |
| 2006      | アガサ・クリスティー ミス・マープル Agatha Christie's Marple    | グウェンダ・ホリデイ | 第5話「スリーピング・マーダー」      |
| 2007-2008 | Moonlight                                                       | Beth Turner          | 16エピソード                         |
| 2010      | MI-5 英国機密諜報部 Spooks                                      | ベス・ベイリー       | メインキャスト 8エピソード           |
| 2014      | チェスター動物園をつくろう Our Zoo                              | キャサリン           | メインキャスト 6エピソード           |
| 2014      | クロッシング・ライン〜ヨーロッパ特別捜査チーム〜 Crossing Lines | アナ・クラーク       | 2エピソード                          |
| 2018-2021 | ディスカバリー・オブ・ウィッチズ A Discovery of Witches         | レベッカ・ビショップ | 8エピソード                          |
| 2021      | A Very British Scandal                                          | Louise Campbell      | 2エピソード                          |
| 2023      | 法医学捜査班 silent witness                                     | Laine Cassidy        | 2エピソード                          |